# 弯齿盾果草
弯齿盾果草（学名：Thyrocarpus glochidiatus）是紫草科盾果草属的植物，是中国的特有植物。分布在中国大陆的江苏、江西、广东、河南、陕西、四川、安徽、甘肃等地，生长于海拔100米至950米的地区，常生于田埂、山坡草地以及路旁，目前尚未由人工引种栽培。